# Cornufer manus
Espèce
Synonymes
- Platymantis manus Kraus & Allison, 2009

Cornufer manus est une espèce d'amphibiens de la famille des Ceratobatrachidae.

## Répartition
Cette espèce est endémique de l'île Manus dans les îles de l'Amirauté en Papouasie-Nouvelle-Guinée.

## Description
Les mâles mesurent de 28,8 à 30,3 mm.

## Étymologie
Son nom d'espèce lui a été donné en référence à son lieu de découverte, l'île Manus, ainsi qu'en référence au mot latin manus, la main, en raison de l'apparence des pattes de cette espèce.

## Publication originale
- Kraus & Allison, 2009 : New species of frogs from Papua New Guinea. Bishop Museum Occasional Papers, vol. 104, p. 1-36 (texte intégral).